# 2011年盈江地震
2011年云南盈江地震是当地时间2011年3月10日12时58分，发生于中国云南省盈江县的5.8级地震，震源深度约10公里。此后10分钟之内又相继发生了3次余震，震级分别为4.7、4.5和3.6级。截至17时39分，地震至少造成了25人死亡，207人受伤。
县城人口达27万，有大批少数民族居民，震中距县城中心2公里。該地在此前兩個月已連續發生較小地震，使得房屋受損，專家表示這次5.8級地震足使已受損房屋倒塌。目前已有18000间房屋倒塌，约49000间房屋严重损毁。
地震災害引起了中共中央領導層的高度關注，中共中央總書記胡錦濤和國務院總理溫家寶馬上作出重要批示，要求迅速展開救災工作，搶救生命。習近平、李克強、周永康等中共中央政治局常委也分別作出了批示和指示，部署抗震救災工作。雲南省委書記兼人大常委會主任白恩培親自赴往災區慰問災民和指揮救災。中央财政已安排5500万元救灾应急资金，民政部向灾区紧急调拨5000顶帐篷、1万床棉被、1万件棉大衣、62吨彩条布。

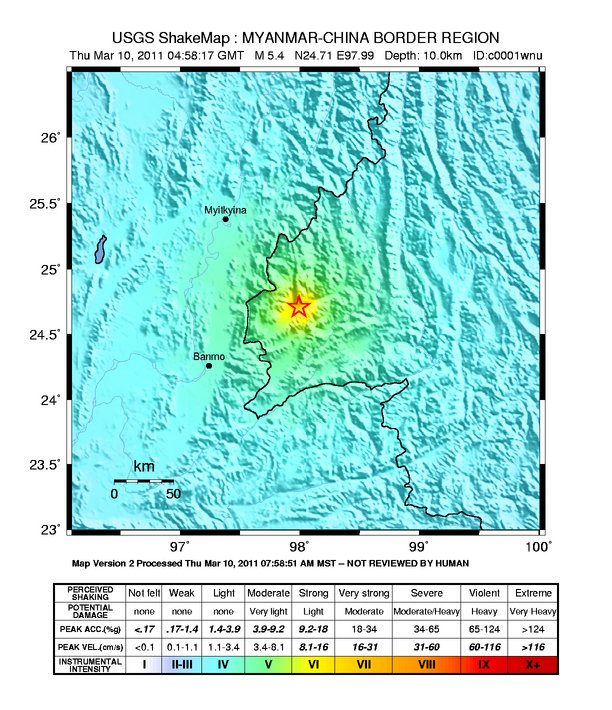
盈江地震烈度图